# トヨタ・ヴァンガード
ヴァンガード（VANGUARD）は、トヨタ自動車が製造・販売していたクロスオーバーSUVである。「アクティブ&ラグジュアリー」、「高級クロスオーバーSUV」をコンセプトに開発された。従来からある豪華な装飾だけを施こして高級を求める手法ではなく、「質」・「機能」・「装備」を高めて高級感を訴求した車種であった。

## 概要
2007年8月30日に発売。「Active & Luxury」をテーマに、走行性能と内外装スタイルを融合させる目的で開発された車種である。当モデルは日本国外向けRAV4（3代目）のロングボディをベースとしており、内外装の設計の多くもそれと共通で、日本向けのRAV4には設定のない、3列7人乗り仕様やV6 3.5Lエンジンが選択できた。
先代にあたるクルーガーが過去2系列（カローラ店・ネッツ店）で販売されていた経緯もあり、トヨペット店およびカローラ店の2系列で販売されていた。実質的にはトヨペット店における2代目ハリアーやカローラ店におけるクルーガーの後継車種とされたミディアムクラスのクロスオーバーSUVである。
前任のクルーガー（全長4,690mm）と比較すると、全長は4,570mmと一回り以上短くなっており、同じく3列7人乗りを設定している初代三菱・アウトランダー（全長4,640mm）や、2列5人乗りのみの設定である2代目日産・エクストレイル（全長4,590mm）と比較してもさらに短かった。このため、室内長でもクルーガーの2,645mm（7人乗り）や初代アウトランダーの2,515mm（同）と比べ、2,445mmと短くなっており、小型ミニバンのパッソセッテ/ダイハツ・ブーンルミナスの2,550mmやシエンタの2,515mmよりも短く、3列目は非常用と捉えられていた。
背面スペアタイヤはオプション扱いであった。装着しない場合、パンク対策用タイヤ修理キット（シガーライターソケット使用のエアコンプレッサー、パンク修理剤、バルブのセット。パンク修理剤を使用した際は最高速度が80km/hに制限されていた）が別途搭載された。
V6 3.5Lは2012年で終了し、その後は2.4Lのみの販売になっていたが、翌年11月末をもって販売を終了した。

## メカニズム
エンジンは、2.4L 直列4気筒の2AZ-FE型、3.5L V型6気筒の2GR-FE型を搭載。プラットフォームは、オーリスなどに用いられている新MCプラットフォームを採用していた。トランスミッションは2.4Lは全グレード7速マニュアルモード付きCVT（SuperCVT-i）、3.5Lはスーパーインテリジェント5速オートマチックが設定されていた。なお、ハリアーおよびクルーガーに用意されたハイブリッドモデルは設定されなかった。
サスペンションは、フロントがマクファーソンストラット式、リアがダブルウィッシュボーン式。駆動方式は当初4WDのみだったが、2008年8月19日に2.4LエンジンのみにFFが追加された。また4WD車には、前輪駆動状態と四輪駆動状態を自動的に電子制御するアクティブトルクコントロールや、横滑り防止装置、ヒルスタートアシストコントロールが全車標準装備されており、走行安定性も高められていた。

## 初代 XA33W/38W型（2007年-2013年）
- 2007年8月30日 - 販売開始。キャッチフレーズは「TOUGH＆GENTLE 7 SEATER」で、CMには伊原剛志を起用。
- 2008年8月19日 - 一部改良。「240S」・「240S Gパッケージ」に2WD車を追加。既存グレードにも内装色の変更、ボディカラーの追加、むちうち傷害軽減に寄与するアクティブヘッドレスト（運転席・助手席）を標準装備化。
- 2010年
  - 2月9日 - マイナーチェンジ。キャッチフレーズは「夢中を愛する人たちへ。」で、CMキャラクターには滝川クリステルが起用された。

2.4L・2WD車において、オルタネーターの制御を改良し、燃費を向上。これにより「平成22年度燃費基準+25%」を達成。この他、フロント周り・アルミホイールのデザイン変更を行い、サイドプロテクションモールやリアコンビネーションランプにメッキ加飾を施した。ボディカラーは新色のブラッキッシュレッドマイカ、ダークスチールマイカ、ダークグリーンマイカを含む8色を設定。内装面でもステアリング・ホイールのデザイン変更を行い、パドルシフト（2.4L車のみ）やステアリング・ホイール・スイッチを採用して操作性を向上。また、カラードオーバーフェンダーや18インチアルミホイールを装備し、外観の見栄えを向上した「240S Sパッケージ」を追加した。
  - 8月 - JC08モード排ガス対応。2列目・3列目シートベルトのALR機能を廃止。
- 2012年
  - 9月10日 - 特別仕様車「240S S Package・ALCANTARA Limited」を発売。

「240S」をベースに、S Packageの装備に加え、フードモール&フロントグリル、サイドプロテクションモール、バックドアガーニッシュにメッキ加飾、アルミホイールにグレーメタリック塗装を施すとともに、アルカンターラ表皮のシート・センターコンソールボックス、本革巻き3本スポークステアリング・ホイールにオレンジステッチを、シフトノブ・シフトパネル、ドアスイッチベースなどに専用黒木目調加飾をそれぞれ施した。
ボディカラーは特別設定色の「グレイッシュブルーマイカメタリック（同年10月下旬販売開始）」を含む4色を設定した。
  - 12月 - 「ベージュメタリック」、「ダークグリーンマイカ」のボディカラーを廃止。3.5Lエンジンを廃止。
- 2013年
  - 10月下旬 - 生産終了。以後、在庫のみの販売となる。
  - 11月30日 - 販売終了。これと同時に公式サイトへの掲載を終了。事実上カローラ店におけるSUV車はC-HRが発売されるまで一旦途絶える。トヨペット店での後継車は3代目ハリアー。

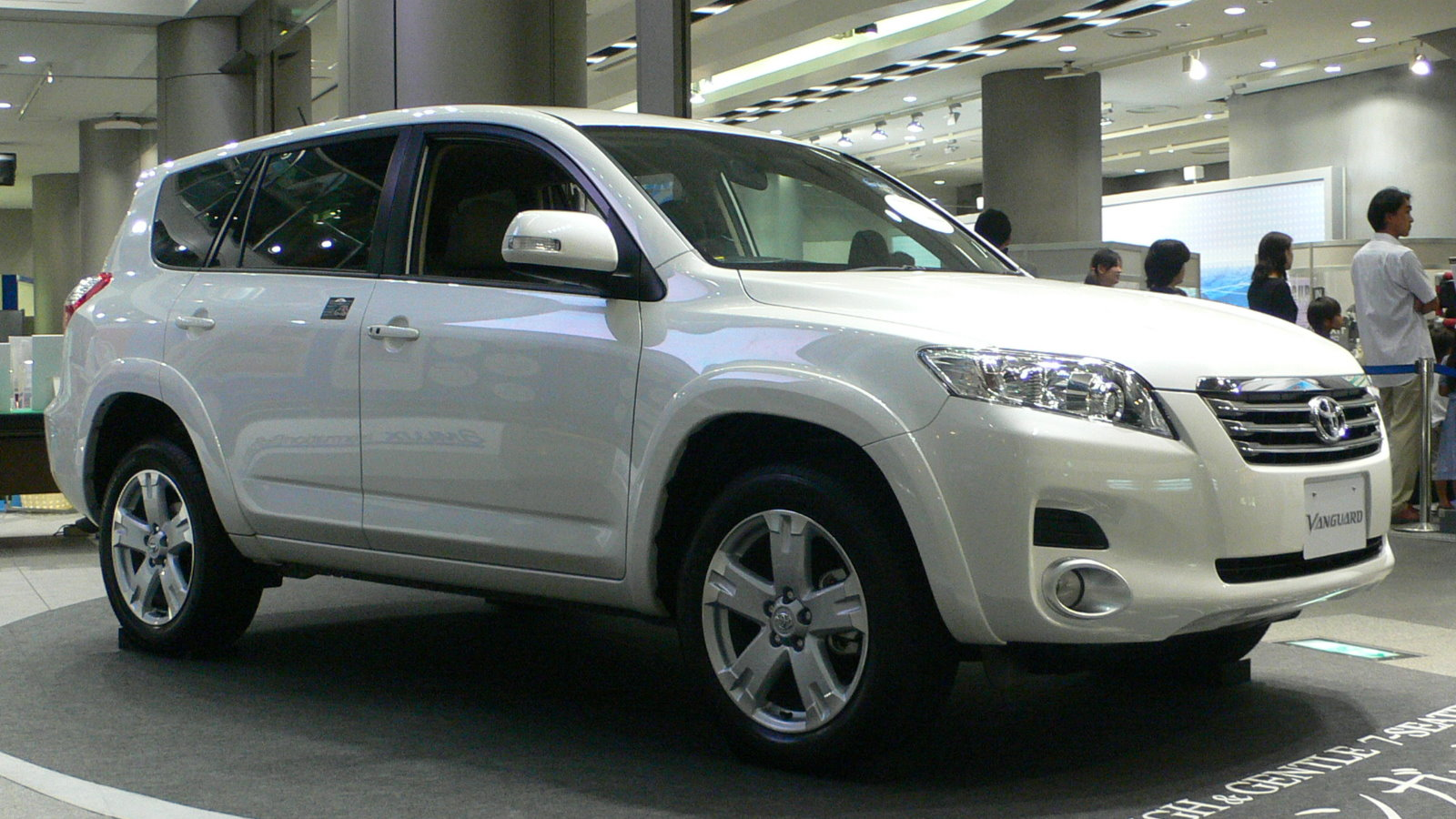
前期型 フロント
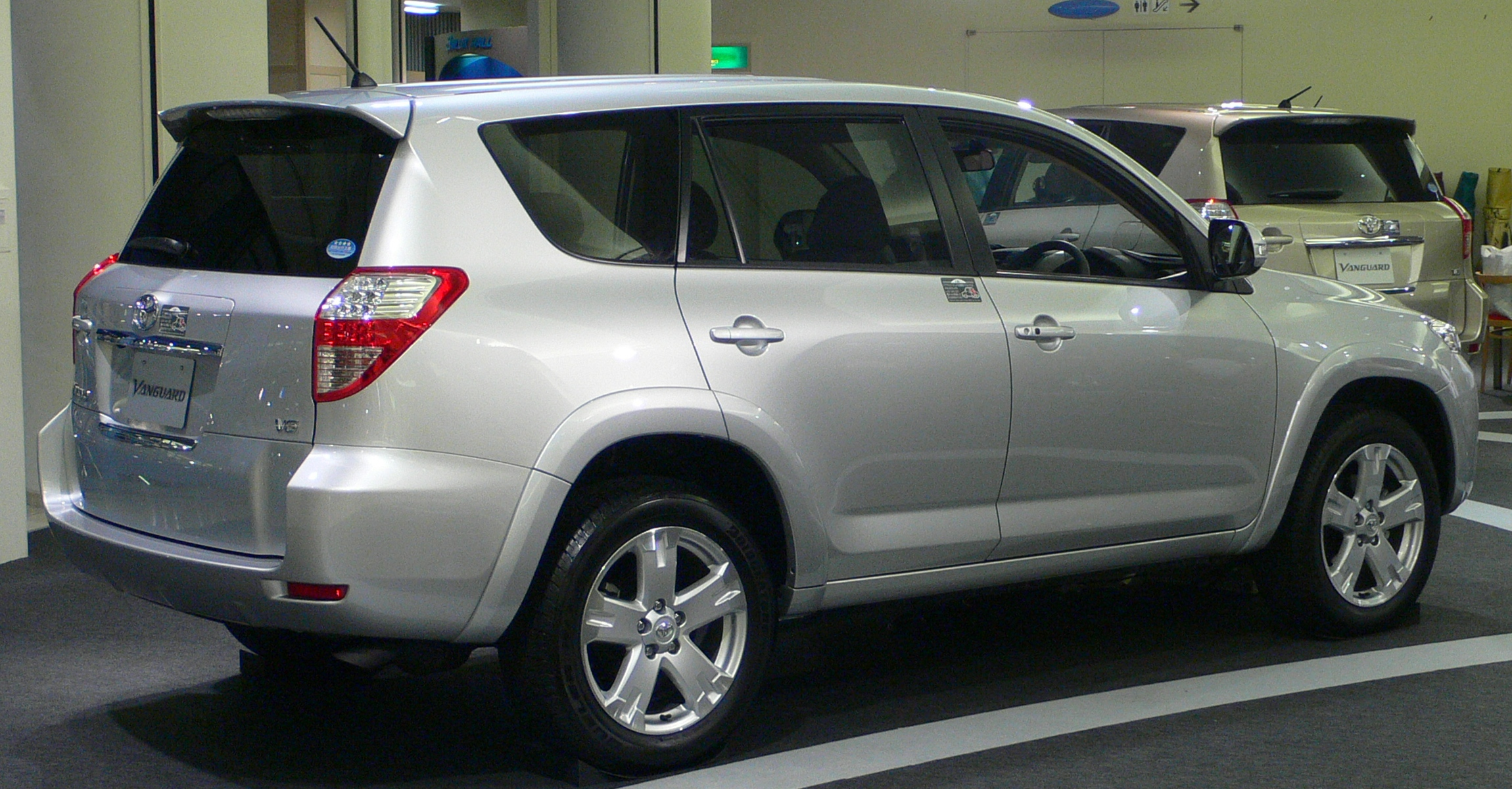
前期型 リア

## 売り上げ
受注台数が、月販目標台数2,500台の3倍以上である8,000台を受注し、好調なスタートを切った。
2008年11月以降、ハリアー 3.5Lモデルの販売終了に伴い、販売数は好調に推移し、トヨタのSUVラインナップにおいても、18か月連続で月間最多登録台数を記録していた。2009年4月は自販連の新車販売台数でランキング30位に入り（ランクインは6度目）、SUV部門全体でも1位（2007年11月以来2度目）となった。

## 車名の由来
- 英語で「先駆者」の意味。

## 取り扱いディーラー
- トヨペット店
- カローラ店